# Kyllinga pachystyla
Kyllinga pachystyla är en halvgräsart som beskrevs av Georg Kükenthal. Kyllinga pachystyla ingår i släktet Kyllinga och familjen halvgräs.
Artens utbredningsområde är Angola. Inga underarter finns listade i Catalogue of Life.